# 인헌운수
인헌운수(仁憲運輸)는 서울특별시 관악구의 마을버스 회사이고, 본사는 서울특별시 관악구 낙성대로3길 28 (봉천동)에 위치해 있다.

## 연혁
- 1994년 3월 30일: 회사 설립

## 보유노선
- ● 관악02번: 서울대신공학관 ↔ 낙성대역 (구 관악마을 3번)
- ● 관악04번: 봉천11동 군인아파트 ↔ 사랑의병원 (구 관악마을 6번)
- ● 관악05번: 신림2동 현대아파트 ↔ 신림역 (구 관악마을 8번)

## 차량
- 자일대우버스
  - 자일대우 NEW BS090
- 현대자동차
  - 현대 E-에어로타운
  - 현대 그린시티
  - 현대 뉴 슈퍼 에어로시티
- 범한자동차
  - 범한자동차 E-STAR